# مدر بول تناضحي
مدرات البول التناضحية (الأسموزية) أو المبيلات التناضحيةهي نوع من مدرات البول التي تمنع إعادة امتصاص الماء والصوديوم. وهي مواد خاملة دوائيًا تُعطى عن طريق الوريد. وهي تزيد من الضغط الأسموزي (التناضحي) للدم والرشح الكلوي. يتحول هذا السائل في النهاية إلى بول.
ومن الأمثلة على ذلك المانيتول والإيزوسوربيد.
في النيفرون، تعمل مدرات البول الأسموزي على أجزاء النيفرون التي تكون نافذة للماء.
تعمل مدرات البول الأسموزي عن طريق توسيع حجم السائل خارج الخلايا والبلازما، وبالتالي زيادة تدفق الدم إلى الكلى. وهذا يغسل التدرج النخاعي القشري في الكلى. وهذا يمنع التواء هنلي من تركيز البول، والتي تستخدم عادةً التدرج الأسموزي العالي والمذاب لنقل المذابات والماء.
يمكن لهذه العوامل أيضًا أن تعمل في أجزاء أخرى من الجسم. على سبيل المثال، يمكن استخدامها لتقليل الضغط داخل الجمجمة وداخل العين. تعمل مدرات البول التناضحية على زيادة حجم البلازما، ولكن لأنها لا تخترق حاجز الدم في المخ، فإن هذا لا يؤثر على الجهاز العصبي. في الواقع، هذا هو سبب تأثيرها على تقليل حجم البلازما في الجهاز العصبي محليًا.